# Castillo de Sigmaringa

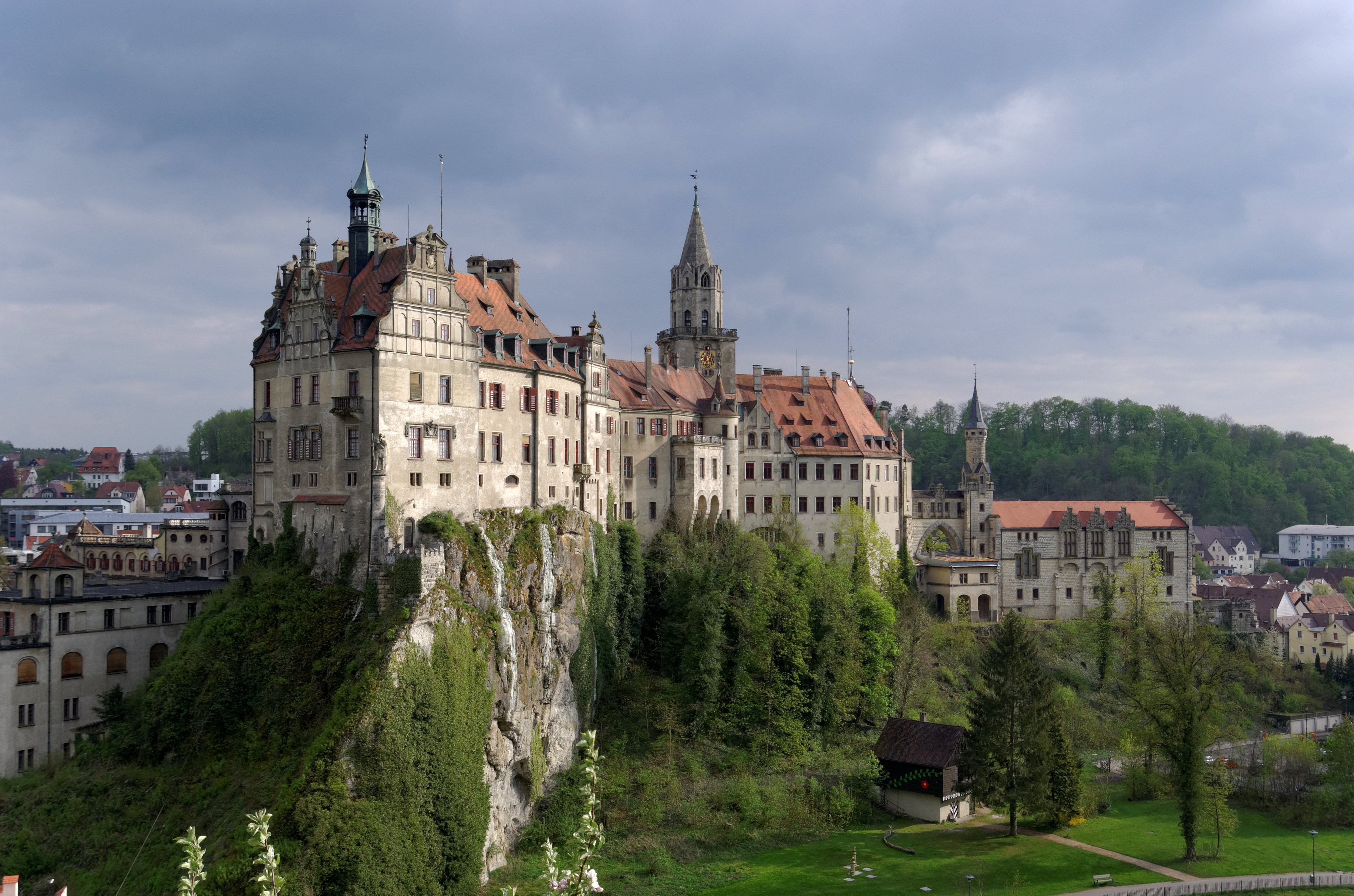
El castillo de Sigmaringa, sede del gobierno en el exilio de la Francia vichista de septiembre de 1944 a abril de 1945.

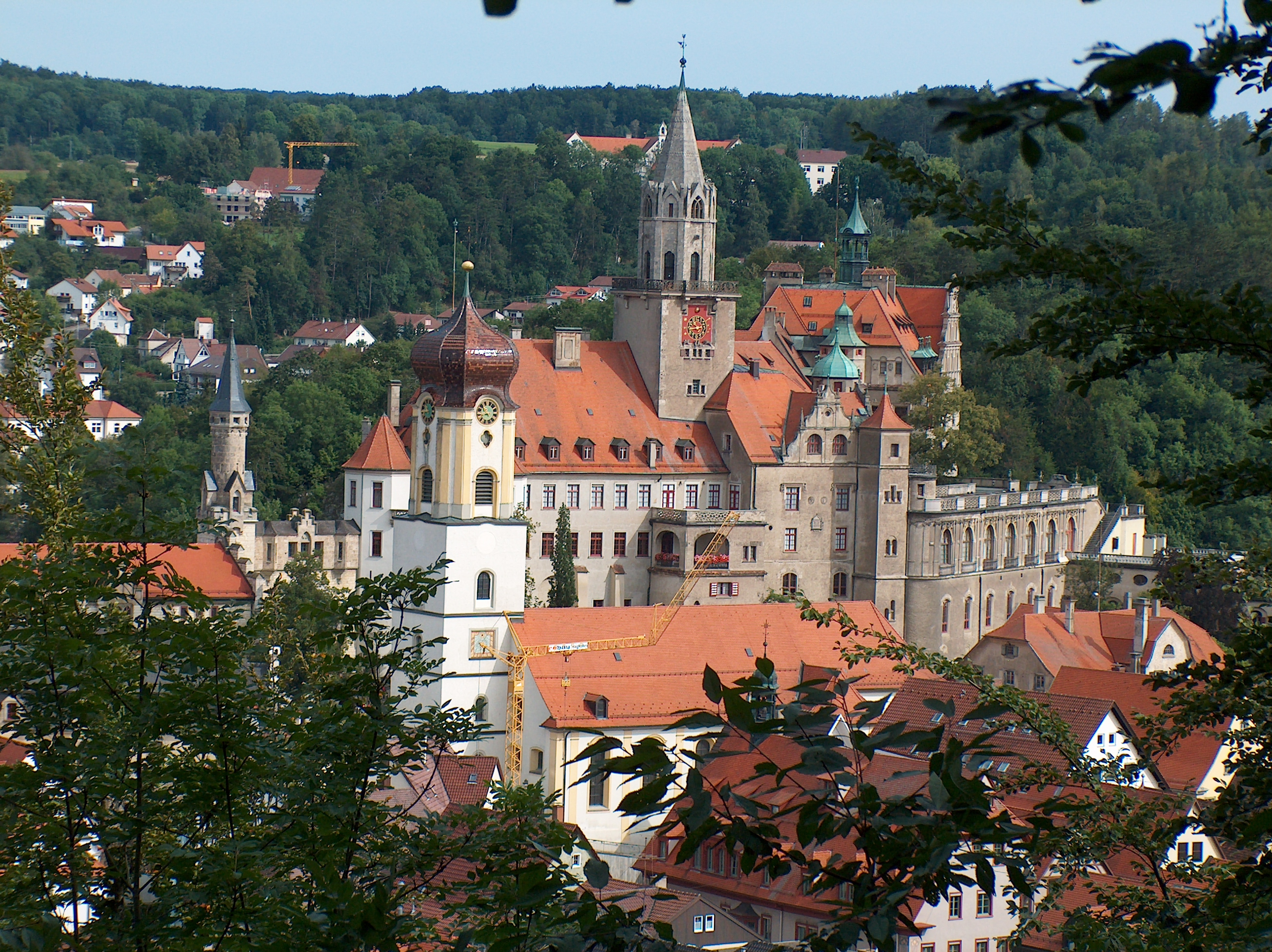
Otra vista, desde el sur.

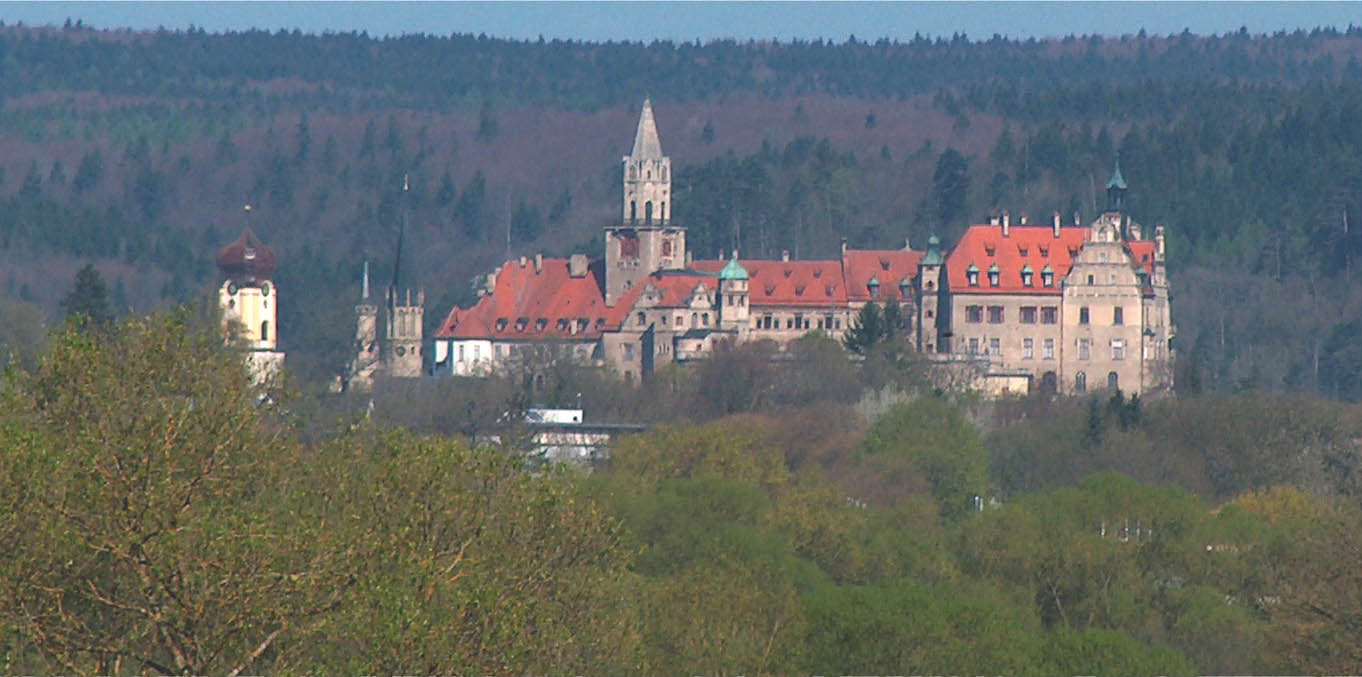
Otra vista, desde el norte.

El castillo de Sigmaringa[cita requerida] (en alemán: Schloss Sigmaringen) es una antigua fortaleza en el pequeño pueblo alemán de Sigmaringa (Baden-Wurtemberg), que fue la última sede del gobierno colaboracionista francés de Philippe Pétain durante la Segunda Guerra Mundial.

## Historia
El castillo perteneció a una de las dos grandes ramas de los Hohenzollern, la de Suabia, que permaneció fiel a Roma tras la Reforma, mientras que los parientes de Prusia se pasaron al protestantismo. Estos últimos se apoderaron de las tierras eclesiásticas y formaron con ellas el ducado de Prusia, que sería el germen del Imperio alemán, en tanto que la rama de Suabia recibió de Carlos V el condado de Sigmaringen como premio por su fidelidad. Cuando Napoleón rediseñó el mapa político de Europa, les convirtió en Príncipes independientes, aunque la gloria fue muy efímera, pues en 1849 el territorio quedó agregado a Prusia.
El castillo fue ocupado por los suecos en 1632 y liberado por las tropas imperiales en 1633.
La rama católica dio algunos personajes famosos: uno de ellos, san Fidelio, predicador de la Contrarreforma, asesinado por los protestantes. Este castillo sigue perteneciendo a los Hohenzollern Sigmaringen y su titular actual es el príncipe Jorge-Federico, quien ya no lo utiliza como residencia familiar, aunque sí para determinados actos sociales: bodas y celebraciones tienen lugar en el antiguo dormitorio que usaba durante sus estancias el emperador Guillermo I, y que se calentaba con una gigantesca estufa de loza. La decisión parece razonable si tenemos en cuenta que aunque hoy esté abierto al disfrute de los visitantes, ha de cerrarse en invierno porque en su interior hace más frío que en las calles, y eso que tras el incendio de 1893 se instaló la electricidad. Por cierto, esa no fue la primera visita del fuego, hubo otra anterior en el siglo XVI que destruyó buena parte del castillo. De ahí que el visitante constate sin dificultades varias etapas constructivas.
Este castillo cambió la historia de un país, Rumania, después de que Moldavia y Valaquia se liberaran del protectorado ruso. Como consecuencia de la Paz de París en 1856, apareció en el mapa de Europa un nuevo Estado que, tras unos primeros años azarosos y tras el destronamiento del príncipe Cuza, encontró una dinastía con Carlos de Hohenzollern Sigmaringen. Hijo del príncipe Carlos Antonio, nació en este castillo en 1839. Con el apoyo de Napoleón III fue proclamado rey en 1866.
El castillo, en cambio, no pudo variar la historia de España, aunque poco le faltó. Destronada la reina Isabel II por la revolución de 1868 y habiendo establecido las Cortes la monarquía democrática el 11 de febrero de 1869, el general Prim, árbitro de la situación, se dedicó a buscar un titular idóneo en alguna casa real de Europa. Al no prosperar diversas candidaturas, comenzó a airearse el nombre de Leopoldo de Hohenzollern-Sigmaringen. Este era católico y se había casado con la princesa Antonia de Portugal. Pero desde el principio se pronunció en contra Napoleón III, quien ya se había opuesto a la candidatura de Montpensier por razones personales y dinásticas. Consideraba la de un Hollenzollern como atentatoria contra los intereses franceses. Aun así, fracasadas las otras opciones, Prim, con el apoyo de Sagasta y los progresistas, hizo una oferta concreta a Leopoldo en febrero de 1870.
Otto von Bismarck envió negociadores a Madrid en el mes de abril, cuyas gestiones fueron por tan buen camino que recibieron el espaldarazo del Rey de Prusia el 21 de junio. Y cuando sólo faltaba la aprobación del Congreso de los Diputados, una indiscreción de Ruiz Zorrilla puso sobre aviso al embajador francés, que informó con toda diligencia a París. Esto dio lugar a la oposición frontal de Napoleón III y, cuando el general Prim hizo pública la candidatura, el 6 de julio, Napoleón la consideró como el mayor de los agravios. Los Hohenzollern se apresuraron a renunciar, pero los ánimos estaban tan encrespados entre los dos países que un hecho menor, el llamado «Incidente de Ems», fue el casus belli de la Guerra franco-prusiana declarada el 19 de julio, que en Sedán le costaría la corona al Emperador francés.

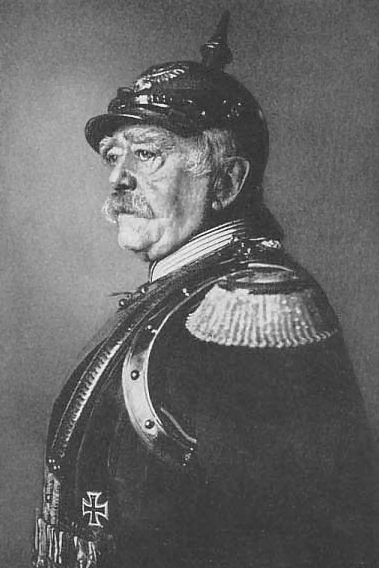
Otto von Bismarck.

### Época de Pétain
Casi un siglo después, el castillo fue escenario de otra página dramática en la historia de Francia y Alemania en el momento en que, tras el desembarco de Normandía el 6 de junio de 1944, los nazis hubieron de batirse en retirada del territorio francés. En julio de ese año, la ciudad de Vichy, que había sido la sede del Gobierno colaboracionista establecido tras el armisticio, estaba casi abandonada y los alemanes decidieron establecer una nueva capital en Belfort. Con tal fin evacuaron, el 20 de agosto, al mariscal Philippe Pétain, jefe del Estado francés, y lo instalaron en el castillo de Morvillars, cerca de esa última ciudad. Pero la estancia fue breve porque debido al avance aliado Belfort se convirtió en zona de guerra y el viejo mariscal tuvo que soportar un nuevo traslado forzoso en septiembre, ahora ya a territorio alemán, concretamente a Sigmaringa.
La localidad de Sigmaringa fue entonces el refugio final de los colaboracionistas franceses que habían servido en el Régimen de Vichy, donde se instalaron en un «Comité gubernamental para protección de los intereses franceses en Alemania» en vista que Pétain se negó a actuar como jefe de Estado francés estando en territorio alemán. El castillo de Sigmaringen fue utilizado entonces para alojar a Pétain y a su esposa desde septiembre de 1944, siendo alojados en las habitaciones principales del castillo; el primer ministro de Vichy, Pierre Laval, también fue instalado en el castillo, aunque en una parte de menor tamaño.
El resto de los colaboracionistas franceses fue alojado apresuradamente en diversos edificios de la ciudad de Sigmaringa junto con centenares de civiles franceses pronazis que llegaban como refugiados, instalándose allí una especie de gobierno en el exilio, plagado de divisiones internas, y que ni siquiera controlaba a las tropas de colaboracionistas franceses que para entonces combatían al lado de la Wehrmacht en otros puntos de Alemania.
Hacia el final de la guerra en abril de 1945, tropas estadounidenses tomaron Sigmaringa y devolvieron a Francia a los colaboracionistas allí refugiados.

## Edificio
Este castillo se asentó sobre unas ruinas de origen romano, si bien los restos actuales más antiguos datan de la Edad Media, y el cuerpo principal se inició en el Renacimiento, completándose en los siglos posteriores. El visitante entra en el recinto doblemente amurallado para llegar a un patio que constituye la puerta de acceso a la sala noble contemporánea. Junto a esta, el escudo de la familia y la divisa: «Nihil sine Deo». Llama la atención la huella de la actividad bélica de la familia propietaria, apreciable en la sala de los cañones y en la de armas, esta última con una impresionante colección de artículos de guerra recogidos a lo largo de los años.

## Postales históricas

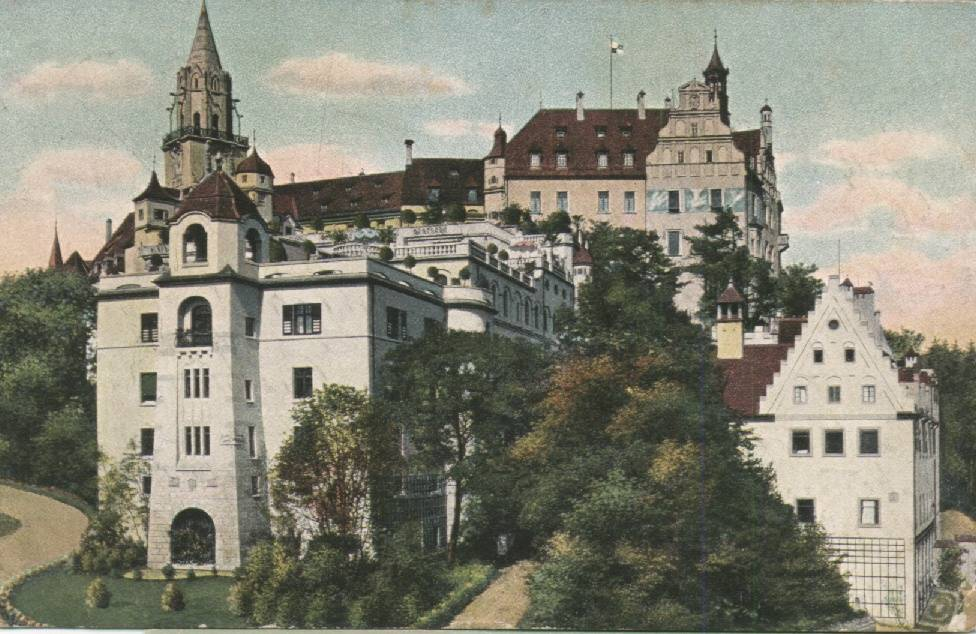
Lado sur del castillo (circa 1905).
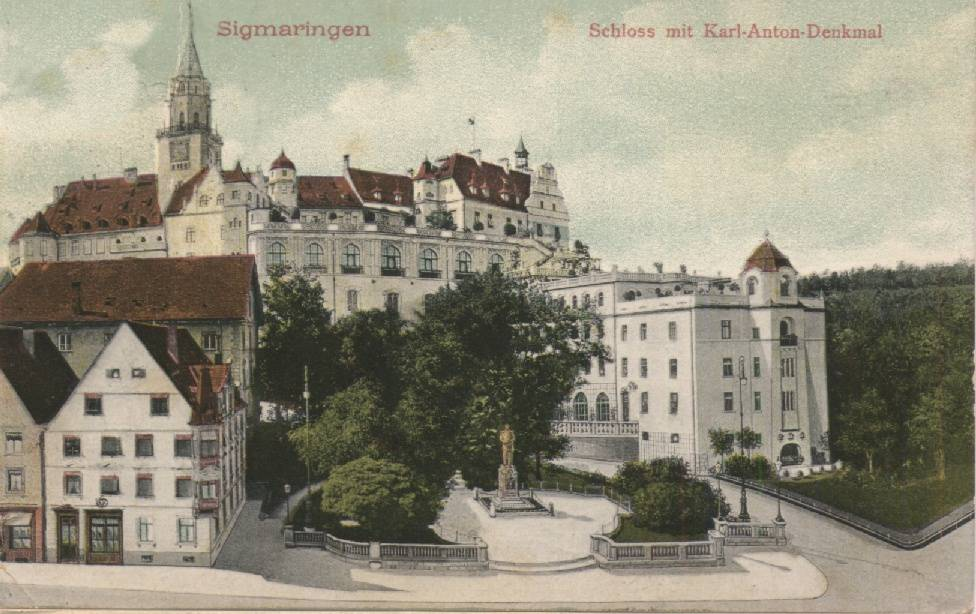
Castillo por Karl-Anton-Denkmal (circa 1905).
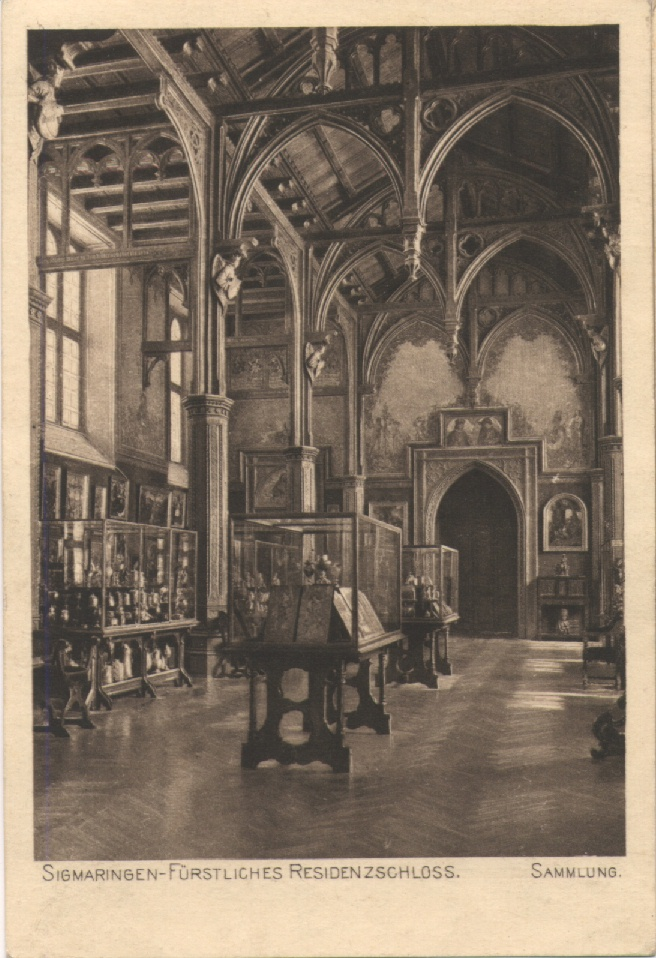
Colección en el castillo (c. 1915).
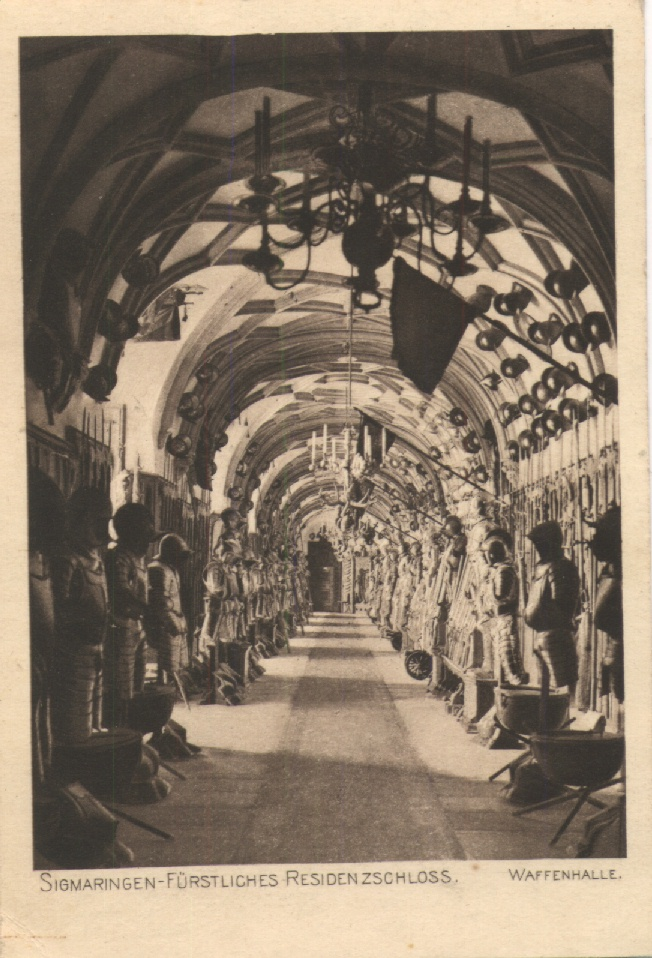
Armería del castillo (c. 1915).
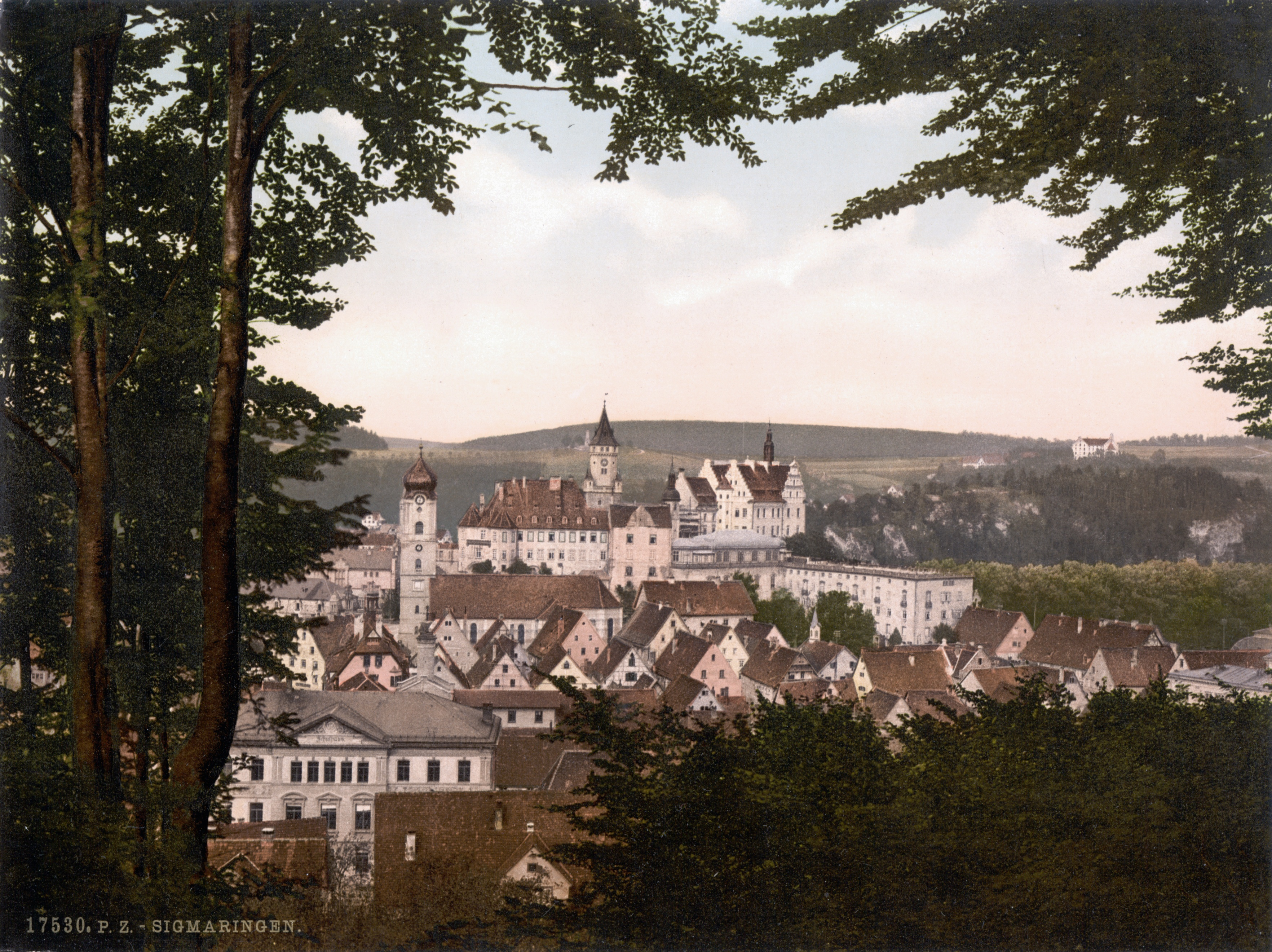
Vista del castillo (circa 1900).
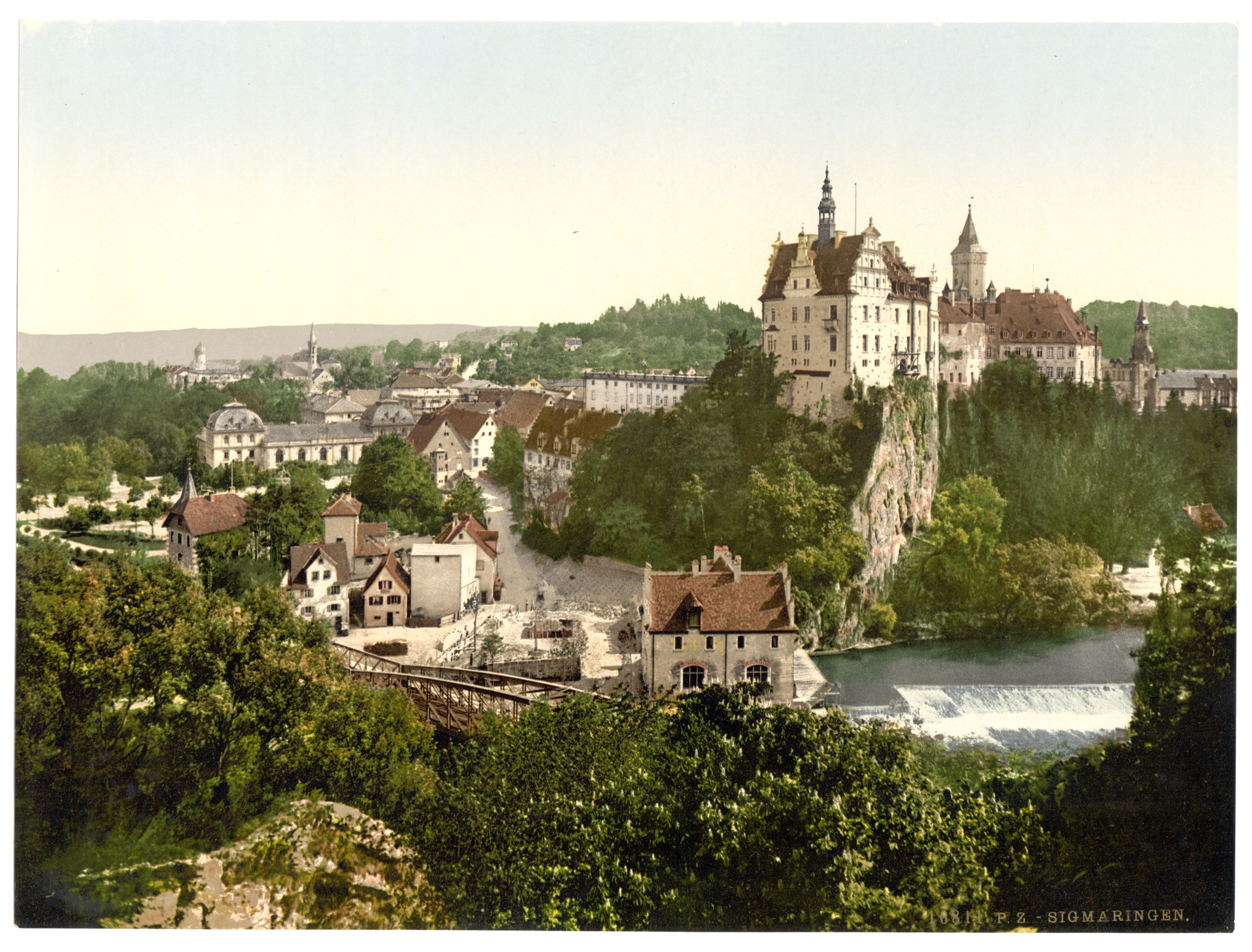
Vista del castillo (circa 1900).